# زولت سابو (لاعب كرة قدم)
زولت سابو (بالمجرية: Szabó Zsolt)‏ هو لاعب كرة قدم وحكم كرة قدم مجري، ولد في 1972 في بودابست في المجر.